# Bethóc ingen Somairle

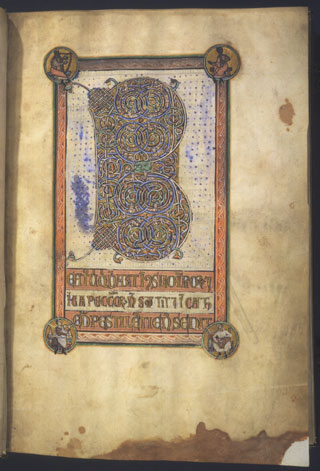
El salterio de Iona, que tal vez fuera propiedad de Bethóc

Bethóc ingen Somairle fue una priora escocesa del siglo XIII, a la que se considera la primera priora del convento de Iona. Fue hija de Somairle mac Gilla Brigte. Bethóc figura con nombres diferentes en las fuentes secundarias modernas en lengua inglesa: Beatrice, Bethag y Bethoc.
Alrededor de 1203, Ragnall mac Somairle, hermano de Bethóc, fundó la abadía de Iona, adscrita a los benedictinos, y, tiempo después, fundó el convento agustino de Iona. Sin embargo, se desconoce la fecha de la fundación de  estas instituciones, Según el Libro de Clanranald, Bethóc era una «monja negra», mientras que la Historia de los MacDonald sostiene que era la priora de Iona. El hecho de que a Bethóc la relacionaran con Iona, tal y como afirman estas tradiciones de clanes, queda corroborado por una piedra de Iona con inscripciones. Hacia 1695, según la descripción de Martin Martin, la inscripción en gaélico decía «Behag nijn Sorle vic Ilvrid priorissa» (que se traduce como «Priora Bethóc, hija de Somairle, hijo de Gilla Brigte»). La transcripción todavía resultaba legible en el siglo XIX y decía lo siguiente: «Behag Niin Shorle vic Ilvrid Priorissa».
Según Bill Lawson, hay una entrada del Libro Rojo de Clanranald que dice esto: «Beathog inghen Shomhuirle do bhi na mnaoi riagalta & na cailligh duibh. Also do thoguibh Teampall Chairinis anuibhist».
«Beathag, hija de Somerled, fue una mujer religiosa y una monja negra. Fue ella quien erigió la Teampall Chairinis en Uist».
En palabras de Bill Lawson: «Se sabe que Beathag fue priora de Iona alrededor de 1203, pero el único problema de su adscripción a ella es que las Islas seguían estando bajo el dominio nórdico. Sin embargo, es evidente que muchas de las familias escandinavas ya se habrían cristianizado».
Se ha sugerido que Bethóc fue la primera propietaria del salterio de Iona, que se conserva en la Biblioteca Nacional de Escocia. Al parecer, el documento fue ilustrado en Oxford en el siglo XIII. Si de verdad estaba destinado a una priora de Iona, se desconoce si el salterio llegó a la isla.